# Базельский мирный договор (5 апреля 1795)
Базельский мирный договор — сепаратный мир, заключённый Пруссией с Французской республикой 5 апреля 1795 года в Базеле, Швейцария. От Пруссии договор подписал князь Карл Август фон Гарденберг, от Франции — её дипломатический представитель в Швейцарии полномочный министр Франсуа Бартелеми. Договор знаменовал собой начало распада первой антифранцузской коалиции.

## История
Начало переговорам о сепаратном мире положил прусский фельдмаршал Мёллендорф, обратившийся в июле 1794 года с частным письмом к французскому послу в Цюрихе Бартелеми. Начало переговоров обусловливалось военными успехами Франции, а также ввиду угрожающего положения, занятого Россией и Австрией, заключивших между собой 5 января 1795 года договор, в силу которого Пруссия исключалась из раздела Польши. Помимо этого Пруссия стремилась к созданию союза германских княжеств в противовес Австрии.
7 января 1795 года Конвент сообщил условия мира: уступка Франции «в качестве естественной границы» левого берега Рейна и немедленная сдача осаждённого Майнца. Предлагая Пруссии мир и союз, Конвент намечал её отдаление от «опасного соседства с Россией», возврат Польше захваченных у неё территорий и тесный союз с Данией и Швецией.
Конвент помимо мира добивался создания системы союзов: с Пруссией — против Австрии и России, с Голландией — против Англии, с Данией и Швецией — против России. В то же время Пруссия стремилась избежать территориальных потерь, пытаясь сыграть на стремлении Франции к заключению союзов. Однако Конвент использовал возможность заключения союзов, но не отказался от основного требования — установления границы по Рейну. Камнем преткновения в течение первого периода переговоров явилось требование Франции о сдаче Майнца. Пруссия требовала снятия осады и нейтрализации города.
В январе 1795 года переговоры были прерваны из-за смерти прусского представителя графа Вильгельма Бернхарда фон дер Гольца. Великобритания попыталась использовать этот перерыв, и её премьер-министр Питт направил в Берлин лорда Спенсера с чрезвычайной миссией — убедить колеблющегося прусского короля продолжать войну.
Бартелеми со своей стороны получил в феврале 1795 года сведения о стремлении Пруссии затянуть переговоры, не порывая с коалицией. Назначение Гарденберга прусским уполномоченным затормозило переговоры, так как он относился отрицательно к уступчивости своих предшественников.
Весной 1795 года начался второй этап переговоров: победы Конвента и настойчивость Бартелеми заставили Гарденберга принять в марте основные статьи договора, a в начале апреля и его текст.

## Условия
Базельский мирный договор состоял из 11 основных статей и 6 частных и секретных соглашений. В договоре обусловливались: эвакуация французских войск с правого берега Рейна (ст. III) и временная оккупация французскими войсками левого берега вплоть до установления окончательных мирных отношений между Францией и Германской империей (ст. IV).
Секретные статьи и соглашения предусматривали отказ Пруссии от враждебных действий против Голландии и государств, оккупированных французской армией. На случай окончательного присоединения левобережных территорий к Франции республика гарантировала соответствующие компенсации. В обоих случаях Франция ручалась за прежние долги оккупированных левобережных княжеств.
Король Пруссии гарантировал нейтралитет северогерманских государств, таким образом, получая над ними протекторат.
При заключении договора Гарденберг объявил об оккупации Пруссией Ганновера, в случае если правитель последнего (являвшийся личным вассалом английского короля) отказался бы поддерживать нейтралитет.